# Setanta Sports Cup 2008
Navigation
Édition précédente Édition suivante
La Setanta Sports Cup 2008 est la 4e édition de la Setanta Sports Cup, un tournoi qui comprend des équipes de l'Irlande et d'Irlande du Nord.
La compétition a été remportée pour la première fois par les Irlandais de Cork City FC le 1er novembre 2008.

## Participants
Huit clubs participent à la Setanta Sports Cup 2008. Les participants sont désignés selon leurs résultats dans les compétitions domestiques de la saison 2007.
La quatrième place irlandaise est attribuée au vainqueur d'un match de play-off entre le vainqueur de la coupe de la ligue d'Irlande 2007, Derry City FC, et le champion de division 2, Cobh Ramblers FC. Derry City FC se qualifie en gagnant le play-off sur le score de 2-1 en novembre 2007.
| Pays                      | Équipes                   | Mode de qualification                                             |
| ------------------------- | ------------------------- | ----------------------------------------------------------------- |
| Irlande 4 équipes         | Drogheda United           | Champion d'Irlande 2007                                           |
| Irlande 4 équipes         | St. Patrick's Athletic FC | Vice-champion d'Irlande 2007                                      |
| Irlande 4 équipes         | Cork City FC              | Vainqueur de la coupe d'Irlande 2007                              |
| Irlande 4 équipes         | Derry City FC             | Vainqueur de la coupe de la ligue d'Irlande 2007 et d'un play-off |
| Irlande du Nord 4 équipes | Linfield FC               | Champion d'Irlande du Nord 2006-2007                              |
| Irlande du Nord 4 équipes | Glentoran FC              | Vice-champion d'Irlande du Nord 2006-2007                         |
| Irlande du Nord 4 équipes | Cliftonville FC           | Troisième du championnat d'Irlande du Nord 2006-2007              |
| Irlande du Nord 4 équipes | Dungannon Swifts          | Finaliste de la coupe d'Irlande du Nord 2006-2007                 |

## Phase de groupes
Les équipes sont réparties en deux groupes de quatre équipes qui se déroule sous la forme d'un championnat avec matchs aller-retour. Les équipes terminant aux deux premières places de chaque groupe se qualifient pour les demi-finales. Les rencontres ont lieu entre le 26 février et le 6 octobre 2008.

### Groupe 1
| Rang | Équipe           | Pts | J | G | N | P | Bp | Bc | Diff |  | Résultats (▼ dom., ► ext.) |     |     | Drapeau de l'Irlande du Nord (drapeau du Royaume-Uni) | Drapeau de l'Irlande du Nord (drapeau du Royaume-Uni) |
| ---- | ---------------- | --- | - | - | - | - | -- | -- | ---- |  | -------------------------- | --- | --- | ----------------------------------------------------- | ----------------------------------------------------- |
| 1    | Drogheda United  | 14  | 6 | 4 | 2 | 0 | 13 | 3  | +10  |  | Drogheda United            |     | 1-1 | 3-2                                                   | 3-0                                                   |
| 2    | Cork City FC     | 14  | 6 | 4 | 2 | 0 | 11 | 2  | +9   |  | Cork City FC               | 0-0 |     | 2-0                                                   | 4-1                                                   |
| 3    | Cliftonville FC  | 4   | 6 | 1 | 1 | 4 | 6  | 11 | -5   |  | Cliftonville FC            | 0-2 | 0-2 |                                                       | 0-0                                                   |
| 4    | Dungannon Swifts | 1   | 6 | 0 | 1 | 5 | 3  | 17 | -14  |  | Dungannon Swifts           | 0-4 | 0-2 | 2-4                                                   |                                                       |

### Groupe 2
| Rang | Équipe                    | Pts | J | G | N | P | Bp | Bc | Diff |  | Résultats (▼ dom., ► ext.) |     | Drapeau de l'Irlande du Nord (drapeau du Royaume-Uni) | Drapeau de l'Irlande du Nord (drapeau du Royaume-Uni) |     |
| ---- | ------------------------- | --- | - | - | - | - | -- | -- | ---- |  | -------------------------- | --- | ----------------------------------------------------- | ----------------------------------------------------- | --- |
| 1    | Derry City FC             | 10  | 6 | 4 | 1 | 1 | 10 | 4  | +6   |  | Derry City FC              |     | 2-0                                                   | 3-0                                                   | 2-0 |
| 2    | Glentoran FC              | 8   | 6 | 2 | 2 | 2 | 10 | 10 | 0    |  | Glentoran FC               | 1-1 |                                                       | 1-3                                                   | 1-0 |
| 3    | Linfield FC               | 7   | 6 | 2 | 1 | 3 | 8  | 12 | -4   |  | Linfield FC                | 3-1 | 1-4                                                   |                                                       | 1-1 |
| 4    | St. Patrick's Athletic FC | 5   | 6 | 1 | 2 | 3 | 6  | 8  | -2   |  | St. Patrick's Athletic FC  | 0-1 | 3-3                                                   | 2-0                                                   |     |

## Phase finale
Après les demi-finales, l'équipe de Cork City FC bat le Glentoran FC 2-1 en finale et remporte ainsi la compétition.
|  | Demi-finales                               | Demi-finales |                                                |   | Finale | Finale |
|  |                                            |              |                                                |   |        |        |
|  | 14 octobre 2008, Brandywell Stadium, Derry |              |                                                |   |        |        |
|  |                                            |              |                                                |   |        |        |
|  | Derry City FC                              | 0            |                                                |   |        |        |
|  | Derry City FC                              | 0            | 1er novembre 2008, Turners Cross stadium, Cork |   |        |        |
|  | Cork City FC                               | 1            |                                                |   |        |        |
|  | Cork City FC                               | 1            | Cork City FC                                   | 2 |        |        |
|  | 13 octobre 2008, United Park, Drogheda     |              | Cork City FC                                   | 2 |        |        |
|  |                                            | Glentoran FC | 1                                              |   |        |        |
|  | Drogheda United                            | Glentoran FC | 1                                              | 0 |        |        |
|  | Drogheda United                            |              |                                                | 0 |        |        |
|  | Glentoran FC                               | 1            |                                                |   |        |        |
|  | Glentoran FC                               | 1            |                                                |   |        |        |